# Devis Mukaj
Devis Mukaj (Vlora, 1976. december 21. –) albán labdarúgó, többnyire középpályás poszton játszik.
Pályafutását a Flamurtari Vlorë-ban kezdte 1994-ben, ahonnan a Partizani Tiranába távozott 1997-ben. 1998-ban csatlakozott az SK Tiranához, ahonnan egy szezon után a horvát Vartekshez igazolt át, s innen másfél idény elteltével, a 2001/2002-es szezon téli szünetében visszatért az SK Tiranához. Az albán labdarúgó-válogatottban azóta számít kulcsjátékosnak, amióta Otto Barić a szövetségi kapitány.